# Crotram
Crotram je konzorcij treh hrvaških podjetij, je eden od samo petih proizvajalcev nizkopodnih tramvajev v Evropi. Sestavljen je iz podjetij Končar Elektroindustrija in Gredelj, obe iz Zagreba, ter podjetja Đuro Đaković iz Slavonskega Broda. 
Konzorcij proizvaja prvi hrvaški nizkopodni tramvaj - TMK 2200.  Po pogodbi, sklenjeni z mestom Zagrebom, bo konzorcij do leta 2007 dobavil podjetju Zagrebački električki tramvaj 70 nizkopodnih tramvajev. Novi tramvaj se proizvaja serijsko. Obstaja že tudi zanimanje za nabavo tega visokotehnološkega mestnega vozila v Varšavi, v Melbourneu, v več francoskih mestih, v Sofiji, v Beogradu, in drugje. 
Tramvaj TMK 2200 je dolg 32 m, sprejme 202 potnika in doseže maksimalno hitrost 70 km/h. Na njem so prvič na svetu uporabljene nekatere sofisticirane rešitve. Tako upravlja gibanje TMK 2200 43 računalnikov, na zunanji strani ni več klasičnih retrovizorjev, ampak so jih nadomestile kamere. Prvič je uporabljeno tudi brezosovinsko podvozje. 